# SysTelios
sysTelios ist eine 2007 in Wald-Michelbach im Odenwald eröffnete psychosomatische Klinik, die als erste Klinik in Deutschland umfassend mit den hypnosystemischen Konzepten von  Gunther Schmidt arbeitet, der auch Mitgründer der Klinik ist. In einem angegliederten Akademiebereich werden Fort- und Weiterbildungen angeboten.

## Geschäftsbereiche/Betätigungsfelder
Die Systelios-Gesundheitszentrum Siedelsbrunn Betriebsgesellschaft mbH & Co. KG bietet mit der privaten sysTelios Klinik Therapien im Bereich der Psychotherapie und psychosomatischen Gesundheitsentwicklung an. Im angegliederten Bereich der sysTelios Akademie werden Kurse durchgeführt, die einerseits der Vertiefung kennengelernter – insbesondere hypnosystemischer – Konzepte und Methoden dienen und zum anderen auch den Transfer in private und berufliche Alltagskontexte begleiten. Zu letzterem zählt auch die gemeinsam mit dem Projekt Augenhöhe entstandene Ausbildung zu „Augenhöhewegbegleitern“.

## Geschichte
Die sysTelios Klinik wurde 2007 von Gunther Schmidt, Mechthild Reinhard und Carsten Till (schied 2016 aus dem Gesellschafterkreis aus) als psychosomatische Privatklinik im Odenwald in Wald-Michelbach, Ortsteil Siedelsbrunn gegründet. Am Ort bestand mit der Fachklinik am Hardberg bereits eine Klinik, die jedoch im Oktober 2008 nach Breuberg umzog. Im Jahr 2011 wurde die Klinik um einen Neubau ergänzt und von 27 Betten auf eine Kapazität von 111 Betten wesentlich erweitert.

## Therapiekonzept / Behandlungsschwerpunkte
Die sysTelios Klinik ist eine psychosomatische Akutklinik, die im Jahr 2007 als eine der ersten psychosomatischen Kliniken in Deutschland gegründet wurde, die intensiv mit den hypnosystemischen Therapie-Elementen arbeitet, die Gunther Schmidt (auch Mitgründer der Klinik) als Synthese der Hypnotherapie von Milton H. Erickson und des aus der Familientherapie entstandenen systemischen Therapie-Ansatzes entwickelt hat. Die Klinik arbeitet mit den hypnosystemischen Konzepten auf Basis tiefenpsychologischer und verhaltenstherapeutischer Ansätze. Wesentliche Indikationsbilder, die in der Klinik behandelt werden, sind u. a.:
- Depressionen
- Burn-out[5] als Zusatzdiagnose
- Angststörungen
- Posttraumatische Belastungsstörungen (PTBS)
- Somatoforme Störungen (psychosomatische Beschwerden)

Das hypnosystemische Element im Therapieansatz der Klinik zeichnet sich unter anderem dadurch aus, dass nicht die belastenden Symptome an sich das Problem darstellen, sondern die Gestaltung der inneren Beziehung zu diesen Symptomen. In einer strikten Ressourcenfokussierung wird zudem davon ausgegangen, dass allen Menschen die zur Bewältigung ihrer Herausforderungen notwendigen Ressourcen prinzipiell zur Verfügung stehen und sie durch eine Fokussierung ihrer Aufmerksamkeit – insbesondere auf gewünschtes Erleben und Muster und Erfahrungen – wieder in Kontakt dazu kommen können. Dies wird im therapeutischen Prozess durch die integrative Arbeit mit Angeboten der Gesprächs-, Körper-, Kunst- und Musikpsychotherapie unterstützt.
Im Kontext von Burn-out-Symptomatiken (oft als Zusatzdiagnose zu Depressionen) zeigen sich beispielsweise die Stärke und Wirksamkeit der hypnosystemischen Elemente der therapeutischen Arbeit in der Klinik, in der den Klienten häufig deutlich wird, dass ihr leidvoller und oft mit Scheitern assoziierter Zustand eine Auswirkung von langjährig als erfolgreich erlebten sowie kompetenten und gerade nicht defizitären Mustern ist, die auf Ressourcen beruhen.
Die Effekte der therapeutischen Arbeit werden in der Klinik mit dem Monitoring-Instrument SNS (Synergetisches Navigations System, Günter Schiepek) beobachtet und belegt. Im Transparenzbeitrag der Klinik sind die Zufriedenheitswerte und insbesondere positiven Effekte der Therapien, die auch anhand der DASS-21-Skala (Depression-Anxiety-Stress-Scale) und ISR-Tests (ICD 10 Symptom Ranking) bei den Patienten erfragt werden, für die Öffentlichkeit zugänglich gemacht.

## Organisationskonzept
Analog zu dem unter anderem auf Augenhöhe, Ressourcenfokus, Prozessreflexion und Partizipation beruhenden therapeutischen Konzept ist auch die Organisation gestaltet. Sie ist gekennzeichnet von sehr flachen Hierarchien, selbstorganisierenden Teams und sehr hohen Partizipationsgraden der Mitarbeitenden. SysTelios war mit der Gestaltung von Organisation und Zusammenarbeit in den Jahren 2015 und 2016 auch ein Fallbeispiel in den Filmen des Projekts „Augenhöhe“, das Beispiele für zukünftige Arbeitswelten porträtiert, in denen Menschen ihre Potenziale entfalten können.

## Netzwerk und Nachsorge
Die Klinik hat sich sowohl regional als auch fachlich stark vernetzt. Dazu werden regelmäßig Tagesveranstaltungen organisiert, in denen beispielsweise Therapeuten und Berater eingeladen sind, sich mit den Konzepten der Klinik auseinanderzusetzen. Institutionalisiert ist die Vernetzung mit Therapeuten, Beratern und Coaches auch über ein digitales Netzwerk-Forum, das von sysTelios unterstützt wird. Diese Aktivitäten ebenso wie vor allem spezifische Nachsorge-Angebote stellen einen Beitrag im Therapie-Konzept der Klinik dar, das einen großen Schwerpunkt auf den Transfer des im stationären Aufenthalt Erlebten und Erlernten in den Alltag legt.

## Gebäude/Architektur
Der auf einem ehemaligen, sanierten Gasthof und Hotel beruhende Ursprungsbau der Klinik wurde ab April 2010 mit einer Investition von 15 Mio. € deutlich erweitert. Der 2011 fertiggestellte Neu- und Erweiterungsbau wurde als erster Krankenhausneubau in Deutschland von der Deutschen Gesellschaft für Nachhaltiges Bauen mit einer „Silber“-Wertung zertifiziert. Entsprechend dem Therapiekonzept, in dem sich Klienten auf Augenhöhe mit den Therapeuten erleben, waren die Klienten in die Planung mit eingebunden und spiegelt die Flexibilität der Innenarchitektur den dynamischen Charakter des Klinik- und Therapie-Systems wider.